# Ellingsenius hendrickxi
Ellingsenius hendrickxi är en spindeldjursart som beskrevs av Max Vachon 1954. Ellingsenius hendrickxi ingår i släktet Ellingsenius och familjen tvåögonklokrypare. Inga underarter finns listade i Catalogue of Life.